# Daman pralesní
Daman pralesní (Dendrohyrax dorsalis), také tlustoš západoafrický, je savec z řádu damanů, který žije v tropických deštných lesích západní a střední Afriky.
Daman pralesní je zvíře velikosti králíka, se zavalitým tělem a krátkýma nohama, váží okolo 3 kg. Má dlouhou hrubou šedohnědě zbarvenou srst, na zádech je výrazná lysina lemovaná bílými chlupy. Nachází se zde pachová žláza, jejíž výměšek slouží ke komunikaci. Prodloužené horní řezáky připomínají sloní kly. Od ostatních damanů se tento druh snadno rozezná podle neosrstěného čenichu. Daman pralesní je vývojově nejstarším druhem damanů.
O jeho životě se ví málo: je to plaché zvíře obývající neprostupné pralesy, navíc je aktivní pouze v noci. Většinu života tráví v korunách stromů a živí se listím. Ve větvích se pohybuje velmi obratně, šplhání mu usnadňují přilnavé polštářky na chodidlech. Žije převážně samotářsky, ozývá se hlasitým vrzavým křikem.
Hlavním predátorem damanů pralesních je kočka zlatá.
V guinejské rezervaci Bossou byli pozorováni mladí šimpanzi, kteří damany pralesní chytají, ale neubližují jim a hrají si s nimi jako lidé s domácími mazlíčky.